# Seleção Espanhola de Voleibol Masculino Sub-19
A Seleção Espanhola de Voleibol Masculino Sub-19, também conhecida como Espanha Sub-19, é a seleção espanhola de voleibol formada por jogadores com idade inferior a 19 anos. A equipe é mantida pela Real Federação Espanhola de Voleibol (RFEVB) e encontra-se na 22ª posição do ranking mundial da FIVB segundo dados de 4 de setembro de 2024.

## Resultados

### Jogos Olímpicos da Juventude
A Seleção Espanhola Sub-19 nunca participou dos Jogos Olímpicos da Juventude.

### Campeonato Mundial
| Campeonato Mundial Sub-19 | Campeonato Mundial Sub-19 | Campeonato Mundial Sub-19 |
| Ano                       | Sede                      | Classificação             |
| ------------------------- | ------------------------- | ------------------------- |
| 1995                      | San Juan                  | 9º                        |
| 2009                      | Bassano–Jesolo            | 5º                        |
| 2011                      | Almirante–Bahía Blanca    | 2º                        |
| 2025                      | Tasquente                 | 3º                        |

### Campeonato Europeu Sub-18/19
| Campeonato Europeu Sub-18 | Campeonato Europeu Sub-18 | Campeonato Europeu Sub-18 |
| Ano                       | Sede                      | Classificação             |
| ------------------------- | ------------------------- | ------------------------- |
| 1995                      | Espanha                   | 6º                        |
| 2005                      | Letónia                   | 12º                       |
| 2009                      | Países Baixos             | 5º                        |
| 2011                      | Turquia                   | 5º                        |
| 2015                      | Turquia                   | 10º                       |
| 2024                      | Bulgária                  | 4º                        |